# Adâncata (Suceava)
Adâncata es una comuna ubicada en el distrito de Suceava, Rumania.

## Superficie
Posee una superficie de 38,57 kilómetros cuadrados.

## Demografía
Hasta 2021 la población era de 2828 habitantes, con una densidad de población de 104,5 habitantes por kilómetro cuadrado.